# 内神道
内神道（ないしんどう）は、日本発祥の武道。古代の「本流の楊式太極拳」を武道化した。

## 概要
楊式太極拳の起源は道家・老荘思想の考え方を直接の起源とする。様々な流派が世界中に広がって行われているなかで、内神道の創始者、長尾豊喜は楊式太極拳の起源に着目し、老子経を母体にした独立した武道を設立した。なお古代の本流の楊式太極拳については、幾つかの説があるが、内神道は道家の竹林の七賢人の武法をルーツとして体系を組みあげており、魏、晋時代の無為自然思想に支えられた武法こそ元内神道とされている。

## 内容
楊式太極拳を母体として、「古代中国編成」と「現代中国編成」などとの異動点を指摘し、武術的な内面追及の深さと実際の効能の豊かさを求め、「老子道徳経」への原点復帰を目指している。
内神道の武道大系は1981年の創始された年から、空手道やキックボクシングなど他流の武道との交流試合経験や医療の現場からの協力を求められての支援等を通じて1986年ごろまでに纏められた。
- 最も重要なものに、姿勢・動作・心気が分類され、姿勢に8項目、動作に8項目、心気に12項目があるとしてまとめられている。
- 主な学ぶべきものとして、腰脊・喉眼・心地の三点を稽古で修めるべきとする。
- 主な学ぶべきものをたすける大切なものとして、丹田、両手掌、両足掌の極意を稽古すべきであるとする。

また「内神道」の「内神」は老子経の第六章の「谷神（こくしん）不死」からとったとされ、内面の神（しん＝一般に老子の道のことを指すとされている）を謂うとする。創始者は1840年代頃に楊家の拳法を完成させたと伝わる楊禄禅（楊露禅）が奥義とした「内神」が、古代からの本流の楊式太極拳の求めた「老子の道」であるとして「内神」の名を受け継いだという。なお、この老子の道は「天地自然」の道をさし、必ずしも人の人倫の道と一致しないことは道家と儒家の違いの主論である。

## 年表
- 1981年（昭和56年） - 住友新宿ビルにおいて第一回の演武会が開催。
- 1983年（昭和58年） - TBSにて「内神道武道」が公開された。俳優の岡田可愛や伊藤敏八などが弟子出演している。武道として直接打撃する（フルコンタクト太極拳）昔ながらの武法の一端が世に復元されたとテレビ局を通じて世に提示されたが、必ずしも肯定的な反響ばかりではなく内神道が多くの問題に直面した時期であった。
- 1983年（昭和58年） - 水戸の常陽銀行が文化芸術の財団法人である常陽藝文センターを設立し、内神道の武道が武道教授の科目で採用される。
- 1985年（昭和60年） - ベースボールマガジン社「空手と武術」に記事の連載が開始。
- 1985年（昭和60年） - この年から約10年にわたってカネボウ広東麺のテレビ広告に内神道の技が使用された。日本航空が広告に分脚の技を使用したのに対し下勢の技を使用したことが特徴であった。
- 1986年（昭和61年） - 第1回長江武道祭が駒場のオリンピック体育館で開催されている。毎日新聞社が全国後援した大会だったが、当時の社会部長の山本祐司の尽力があった。
- 1990年（平成2年） - 常盤大学（茨城県）高齢者講習会を開講する（高齢者への福祉として内神道の活動が広がりはじめた時期）。
- 1991年（平成3年） - 警視庁の指導に入る。
- 1991年（平成3年） - 豊島区に依頼を受けて喘息の講習会を引き受ける（医療世界に指導に出てゆくための多くの問題点を経験）。
- 2004年（平成16年） - 両国国技館演武会を開催。歌手の芹洋子、NHKの大河ドラマの殺陣師林邦史朗らが環境チャリティーで参加。（内神道GRAPH国技館号星雲社2005ISBN 4-434-06928-4）。
- 2007年（平成19年） - さいたまスーパーアリーナに演武会会場が移されて開催される。噺家の柳家三三が出演。以後の演武会会場はこの地で行われ続けている。
- 2015年（平成27年） - 厚生労働省とは、「健康寿命をのばす国民運動」（Smart Life Project）において協力・連携する。
- 2015年（平成27年） - つくば国際会議場にて廣學習會を開催。
- 2015年（平成27年） - 筑波山神社奉納演武会が第十回大会を迎え、筑波山の浄化・自然保護の活動等の環境支援が広く評価される。
- 2017年（平成29年） - 東武百貨店東武カルチュアスクール他、いくつかの法人においての、長尾豊喜『易経』講座が開講される。

## この武道の目指す文化
この武門は、「静坐の門」「多聞内神道」「老子の武道」「日本楊家正統内神道功夫」「倭の心神内斂の剣」という他の名称を持つ。
「動中求静（どうちゅうぐせい）」といって動きの中に静けさを求めるとすることは、古来の指導体系をそのまま継ぐことであるとする、武道体系を確立していて、これらの名称を使いながら文化的啓蒙を勧めているようだ。これらの名称はすべて特許庁からの登録を得ていて文化的価値の確立と安定を目指すとする。
- 主な登録
  - 内神道＝登録第5666766
  - 静坐の門＝登録第5590866

## 稽古
稽古には「温故知新」と「武道不易」という考えが導入されているという。この武門の稽古は、創始者が1970年代に、「柳生の柔術」の経験や山間めぐりをした時期に日本国の武術の稽古と楊式太極拳の稽古の融合をはかった結果であろうとみられている（朝日新聞2009年3月「筑波山の達人」から）。技と稽古は以下のものが行われている。
- 81式大架型 - 基礎門、中門、全門の三門にわけて、それぞれの健康門、武道門。
- 99式小架型 - 基礎門、中門、全門の三門にわけて、それぞれの健康門、武道門。
- 13式刀
- 54式剣
- 15式棍
- 槍 - 単人法、双人法、双人円法、双人動歩四槍法
- 弓 - 彎弓法
- 対練手 - 単推手、双推手、四正推手、四隅推手、90式散手対打、連続散手、自由散打

## 内神道の代表的な技
- 「栴法（ぜんぽう）」は＝内神道の別名＝である、というほど技として大切にされている。
- 武道門、健康門ともに、「四隅推手（しすみすいしゅ＝タイリとも呼ぶ）」の技を頂上に仰いで稽古されている。「四隅推手」は、「十三勢の構え＝地」と「採の構え＝天」の二象によって組まれている。古代の「本流の楊式太極拳」の伝統を守るが、姿勢、動作、ともに、熟練者でも壊れやすいという。また武道門の稽古者と、健康門の稽古者のうち、どちらかの方が上手となる ―― ということにはならないという。
- 「氣（き）」の現実の運用技を重んじている。

### 栴法（ぜんぽう）
栴法（ぜんぽう）とは、内神道で仮に呼ぶところの「立禅（りつぜん）」の本来の命名である（『内神道立禅解説』）。
「立禅」は「本流の楊式太極拳」の禅法のひとつである。禅法には、「立禅」・「臥禅」・「往禅」・「坐禅」・「動禅」の五種がある。これらは、慣習で、「内神道」のなかでどれも禅法と呼ばれてきているようだ。
もともとの歴史から眺めると、「本流の楊式太極拳」の太極拳の全型式を動くところの動作は、慣習的に「動禅（どうぜん）」の分類に入るという。そのような呼び方が、どの時代からはじまったのかは、はっきりしていない。ただ「禅」という用語は仏教のものであり、インダス文明の時代（BC2300～）以前から伝わる古代インドの徳目とされている（仏教語辞典―東京書籍）。これは釈尊からも2000年近く遡る古い哲学であり、瑜伽（ヨガ）の修行項目であったともされている。したがって、「本流の楊式太極拳」の世界は「出家」しない武道の世界を伝統としているので、「禅」の用語の使用は正式ではないということが指摘できうる。
また「本流の楊式太極拳」の、仮に呼んでいる「立禅（りつぜん）」とは、「元椿（げんしゅん）」という呼び方もされていたが、「本流の楊式太極拳」と異なる武道世界では「樁（とう）＝杭の意味」の文字をあてた命名のものの存在もあって、「樁」と「椿」の文字が混同されたのか、それとも各々が独自に発展した文化かがはっきりしないことがうかがえる。また「香椿（ちゃんちん）」という呼び名も昔から「立禅」に付されていた（『内神道立禅解説』）。
内神道では、歴史の真実をさぐっていったなかで、「本流の楊式太極拳」世界において、「椿（しゅん）」が古代中国で、伝説中の長寿の大木で、八千年がひと春という「栴檀（せんだん）」を示唆していたという説をとっているという。これについては、漢訳の法華経の経典でも頻繁に「栴檀」が出てくるように（漢訳法華経の分別功徳品第十七等；鳩摩羅什訳）中国文化の香徳、吉兆の代表的存在が、この長寿の「栴檀」であるからと結論している。
こうして、内神道では「本流の楊式太極拳」の型式については、「動く禅」であるという「歴史的慣習的呼び方」を使う一方で、内神道の「正式呼称」としては、「立禅」と「立禅に付随する稽古のグループ」については、「栴法＝ぜんぽう」という呼称を使って、後世への技の伝承をめざしているとされている。
内神道は「静坐の門」の名称を日本国で特許庁から権利取得している。つまり「内神道」とは、仮に呼ぶ、主に「動禅」「立禅」また、副に「坐禅」「往禅」「臥禅」を含ます「静坐の門」をいうとする。そして、この仮に呼ぶ「動禅」ほかすべての禅法は、そのまま「本流の楊式太極拳」なのだとするのである。この「静坐」の名称を継いだのは、じつは「動中求静」の古代本流の楊式太極拳の原理哲学を重要にまもったからであり、この原理は「静中求動」とは厳密に異なるとしている点も、内神道の重要な特異点としてみておく必要がある。なぜなら「連綿円合」という哲学文化が「老子経」そのものであるからである。このような基本的文化哲学のうえに立ってこそ「本流の楊式太極拳」の実践修行が、深く、本当の中国発祥の尊い真実を備えた武道文化を継承できるとする、と説明するのである。
「静坐」の概念も古くて、老荘の文化とともにあった。紀元前403年頃に、荘子「説剣篇」に見られるように、すでに老荘の静寂文化と一体となして、武道の理論が存在していた。そこで「静坐の門」という「道家」独特の稽古法の原点の存在が指摘されうる。
疑問点としては、インドの瑜伽（ヨガ）に発生の源流をみる「禅」の哲学と、中国独自の文化である「静坐」が「いつごろどのように融合したか」ということだが、これを明確にすることは学問的には困難であろうとされている。
しかし、老子を宗家に仰ぐ宗教である道教（道教と道家はまったく異なるものである。中国の民間に発生した宗教が道教であり、道家は老子哲学を主にさしている）の経典として『西遊記』があるわけだが、これは、この「静坐」文化、「禅」文化、「道家」文化、「仏教」文化、「道教」文化が、融合した一大文学である。この『西遊記』という1千年以上の時間をかけて構築された文化は、まさに古代から中世に亘る中国の思想の変遷の生き証人であった。そこから洞察を行うなら、明らかに、インド禅文化と中国静坐文化が、確実に交わったということの現実、あるいは存在は、明白であるという客観性が指摘できうる。この現実から、立禅、すなわち「栴法（ぜんぽう）」の深淵性と文化性、歴史性がはっきりと、また指摘できうると内神道では説明している。
ここで、内神道が代表的な稽古法として伝える「横振り栴法」と「縦振り栴法」の解説によれば、この稽古、つまり、古代中国の道家の「栴法」が中国健康法において「すあいそう」とよばれる運動体操を生んでいるという。内神道の研究によれば、これらが西洋に移って「スクワット」という運動群に変わっているとする説をとる。
「スクワット」はハーバード大学等で研究がすすめられ、たとえばHGH（ヒト成長ホルモン）の分泌が卓越したものである等の発表がなされている。しかし、内神道の立禅解説書によれば、多くの膝や身体制御の極意において、「スクワット」や「すあいそう」には未熟な技の要素が多すぎて、付加すべき研究要素、乃至理法が必要であると指摘されうると説いている。その証拠にそれらの運動を持続して行ったものたちの肉体障害発生の報告を多く得ていると発表している。
内神道では「栴法（ぜんぽう）」こそ、奇跡的神秘的な稽古の福利を身に備えるものであるとしていて、古代の伝統的な「本流の楊式太極拳」の洗練された正しい理論収集を得たのちに行われることが重要だと解説する。あくまで実践という意味において、「基本的理論」と「根底の法則」を有さないものの弊害は、これを未熟な医師の手術に例えて、現実を軽視する冒涜であると警鐘をならしている。そして「栴法」はあくまで「本流の楊式太極拳道」の中枢技のひとつであり、どこまでも、真実でなくてはならないとも、している。
こうして武道は、あくまで日本のサムライや、あらゆる文化人が好んで行をおこなったところの「禅」的要素が必須であり、「栴法」とは、あくまで在家稽古者が行う「古代静坐」であるし、同時に「禅」そのものとも本質において差異のないものでなくてはならないとする。
つまるところ、沢庵禅師の謂う「剣禅一如」は「内神道」においては特に重要だとされていると開示されうるであろう。神秘的、もしくは奇跡的世界は老子の持つ宇宙的人間論哲学が生みだす。その体感、稽古こそが「本流の楊式太極拳」であり内神道だという視点も当然に同時に含まれていることが、発見されうるし、そのことは当然であると解説されている。
　

### 四隅推手（しすみすいしゅ＝たいり）
四隅推手（しすみすいしゅ＝たいり）とは、内神道の『楊式太極拳』教材によれば、「十三勢の構え（地の技）」と「採の構え（天の技）」によって成る。内神道では、武道門、健康門のどちらにおいても、この「四隅推手」技は最高技である。また、最も基本技でもあるとして必須技になっている。
10年〜30年の修行をしてきた熟練者でも、よく間違うし、型崩れをしてしまうものなので、この技をしっかり身につけることが大切だとされる。この技を身に備えて常に怠りなく維持できる人は、姿勢も正しく病にも侵されないというし、また他人の楊式太極拳の技がどのくらいのレベルかを明確に見抜けるという。
人は東西南北（これを四正方位という）には姿勢を整えることができても、東南、東北、西南、西北（これを四隅方位という）には、姿勢を整えることは至難であると内神道では分析していて、特に腰や首の姿勢の、充実した正しい「端正安穏」を身につけるのは、四隅方位については難しいらしい。多くの武道家や運動選手が、この本流の楊式太極拳＝内神道の「四隅推手」に挑戦しても、なかなか「および腰」といわれる拗（ねじ）けた腰を克服できないのは、実はこの法則があるからなのだというのである。
「四隅推手」には無尽の効能があるというのは、本流の楊式太極拳の二千年以上にわたる老子文化の継承があるからであろう。
武道門においては、最高武道の組み技である「散手対打（さんしゅたいだ）」の自由自然性がととのうのに（丁度、将棋のプロが、将棋盤がなくても頭だけ勝負ができるのと同じで、頭のなかで甲乙の試合が完成してしまった状態）この、四隅推手の奥義が必須となる。
また健康門においては、「整体」として、あらゆる痛み、あらゆる歪み、あらゆる緊張、あらゆる病気に対抗する奇跡力、あるいは感応力として、この技が必須となる。このことは「腰痛理論」ひとつにしても徹底した研究と「温故知新」を行ってきた内神道の信念をうかがうことができるであろう。

### 「氣（き）」の現実の運用技
「氣（き）」は、本流の楊式太極拳の命である。これを現実に使えなくては稽古の効果は十分の一も望めないというのが、内神道の真実として説明されるところである。
「力を使っては、100キロを超える石を動かすと体を壊す」と弟子間に説明し、大石を掘り出して自らの手作業のみで石垣を組み上げていった「宗家の行」は弟子たちには圧巻の教示だったと伝わる。昔楊禄禅という達人が行った行の再現の一つだというが、氣で行う作業はどのようなことも肉体に負担を与えないという極意に連なるのだという。
内神道が、このような「氣」を実質につかえる、あるいはつかうようになることの訓練の技を大切に伝えているということも、その特異性に含まれる。
その中で最も重要に伝えられるものが「引進（いんしん）」の技群である。これらの技は、老若男女、10代～90歳以上まで、武道門、健康門の区別なく伝えられてゆく。「氣」の奥義を楽しく深く、そして神秘的に学ぶので、重要というのである。
これらの技を行うために、内神道では健康目的のみで学んでいても、自然に武道技が使えるようになっている。つまり内神道においては、最終的に武道門と健康門の区別はなくなるのである。だれでも「氣」が使えるようになり、また自然に「氣」を学べることは特記できることであろう。
ただし「氣」を運用するということは、それを願うだけの気持ちが必要であるということが条件付けされうる。ただ漫然としていて、集中しないようでは身につかないであろう、ということの問題にたどり着くかもしれない。しかしこのことはどのような道でもそうであって、何事もその道の達人になるには、その道の求めるもので大切な事項を運用できる願望は必要なのではなかろうか。内神道の特異点をみつめながらも、一般論としてはそのように解説できることになるであろう。

## 試合
この門では「王大戦（わんだいせん）」という試合が行われている。三段から四段に昇段する際に行われている。フルコンタクトで行う。原則は四年に一回ということで行われているが、現在、第六期王大者まで出ている。第六期戦では星野明三段と荒井三夫三段が決勝で、それぞれ61歳と60歳の年齢で40分間戦った（王大戦2009――『健康人・尊徳人』ISBN 978-4-434-15166-8）。年齢に関係なく強さが備わってくる武道という特徴がうかがえる。

## 特徴
内神道の「太極拳」は、「本流の楊式太極拳」であり「老子の武道」に帰着し、「静坐の門」であることが、その特徴となってすすんできている。
もともと武道であり、しかも最勝性、最強性と禅性をそなえた「柔和」を柱とする医療的で文化的なものだった「本流の楊式太極拳」は、修めるのに最低、十年～二十年が必要な一大文化であった。
その点で武道性を有さぬ「簡略式の太極拳」の普及とはまったくことなっている視点と内容が指摘されてきている。また競技太極拳（スポーツ）も生まれているが、完成レベルの問題から、そちらとの整合も困難であるようだ。スポーツの場合、水泳だと最強年齢は25歳前後までであるとみられる。陸上や柔道などの競技でも頂点は、もって30歳前後までであるのが一般的である(『トレーニング生理学』芳賀脩光・大野秀樹編)。所謂、若者の筋肉世界である。ゆえに若者の世界に乗せて競技スポーツとして「太極拳」を行うなら、「太極拳」に似せたスローモーション運動の体操競技を充実させてゆくことにしないと競技性が確立できないわけだが、この方向は、これが「太極拳」か、という議論になりうる。
本物の「楊式太極拳」の「指導者」乃至その「本山組織・道場」となれば、最も「氣」と「精神」と「芸術性」を完成させる技となるところの、「５４式剣」や「９０式の本格散手対打（もしくは四隅推手）」の完成が要求され、その「伝統の継承」が重要となってくる。つまりは、いかに本質に届いたかが重要とされてきた。稽古は剣で五年、散打で１０年はたっぷり必要とされたであろうと分析できる。したがって必然、本物に達し、健康自然療法を身につける頂点が、だいたい５０歳～６０歳付近に位置し、完成した老師といわれる存在となると７０歳、８０歳を超えることも珍しくないと見られる。精神性（禅性）を強く要求する武道であるために、まず子供や２０代の若者では、まったく伝統の技を備えた高老たちに太刀打ちができないというのが真実であり、歴史の証明するところでもあった。このような事実が「本流の楊式太極拳」世界の真の特徴とみられる。現代においてこのような稽古を抜けて、本流の楊式太極拳の伝統を守ることは非常に困難である。
日本国では、「歌舞伎」や「合氣道」や「能」など様々な文化が開花して維持創造活動を続けているが、「内神道」も、これらに似た部分を発見することができるとされる。「内神道」が日本国の文化の中において、諸道を検討しながら、この「本流の楊式太極拳」と楊禄禅の「内神」を継いだというのは、その本質、真実を教示、立道するという立場を守ったということであったろう。
今日仏教世界では、各宗派に分かれたがゆえに「全経典」を読みぬく「三蔵法師」の出現は困難である景色に映るが、各宗派の開祖とされる僧たちは、それぞれの「伝記」からは、殆どの経典にあたって、ほぼ、それらを完全に学び尽くしたとされている(『八宗綱要』凝然大徳・『大乗仏典入門』)。このことに学び、「内神道」の特徴として、全技に触れて深く学んでいなければ、本当の「本流の楊式太極拳」が備えてきた「徳」も「自然療法力」も備わることは難しいのではないかという「法」を立ててきて、その位置からの文化形成の道を辿ってきているという。体の骨構造、筋（すじ）構造、筋肉構造、それらの伸ばし方、緩め方、丹田への集め方、そして「氣」のかけ方。それらについて、深く悟り、その上に、多くの技について、武道としての強力な威力と使い方を身に学んだうえで、「氣」の奥に存在する魂（これを伝統楊式太極拳では、「勁霊和穏」の追及というが）をみつめて、はじめて「剣」の奥義が身にそなわる。
そして、日本国が生んだ最勝の武人、沢庵禅師が説いた「太阿の剣」とそれに触れた奥義書『不動智神妙録』の実践こそ、「内神道」の最大の特徴であり背骨の一つとみられているが、この特徴と、「本流の楊式太極拳」の「融合」とが、また「本流の楊式太極拳」をさらに完成させてきた「特徴」にほかならない。
また、「内神道」が『癌治に向きあう最前線』や『本流の楊式太極拳入門』等の書物を出しながら、常に「最新医学」の研究を続け、それに関する「本流の楊式太極拳」からの理論発表を行ってきているところの創造活動を続けてきている事実からは、「本流の楊式太極拳」こそが、未来に多くの真実の研究を加えてゆけば、公平な自然の立場からの、多くの人々への福祉に貢献できるであろうとの目標が実現できるとの見識を持ったからだ、という特異性も見いだせる。「内神道」のこれらの特徴は、現代社会では、いかめしく感じられ、見ようでは、奇異であり、古いもののように映る面もあるし、また理解されにくいことの問題が指摘されうる。しかし、何事も本質に向かないと「文化」として向上してゆかないとの信念に深く根ざしているのも、また、「内神道」の特徴とされるし、その特異性として指摘されうる。
　

## 統括組織
現在、日本に二団体あり、世界への事務所が一か所ある。
世界多聞内神道武道連盟
日本最大の内神道団体。日本国の内神道界のほとんどを統括している。各地の体育協会や体育施設、関連企業などとの連絡などを担当する。
楊老太極拳會
老子経母体系の団体。心意拳や八卦連環掌法も研究の枠に加え「真の本流の楊式太極拳」を唱えて設立された。攬雀尾や散手対打を徹底的に鍛えることを主眼にする。
国際連盟（W・T・N・）
世界に20カ国以上に内神道を学んだものがいるが、明確に加盟を統括する組織がなかったため、2014年から事務所がつくば市に開設された。
- 宗家 - 長尾豊喜
- 開道 - 1981年（昭和56年）10月
- 本部 - 東京都新宿区西新宿七丁目2番10号北緯35度41分44.3秒 東経139度41分56.1秒 / 北緯35.695639度 東経139.698917度座標: 北緯35度41分44.3秒 東経139度41分56.1秒 / 北緯35.695639度 東経139.698917度
- 総道場 - 茨城県石岡市小幡1836-1

## 内神道に影響を与えたもの
13世紀は日本の本格文化の最後にして最大の形成期であったが、「この世紀はまさに、日本におけるヒンズー教の教えの改革期だった。この時代ほど光に満ちていた時代は他になく、この時代に確信を持って語られた教えを、今世紀に生きる日本人も熱心に聴いているのである」――という日本の仏教文化の、この改革期には、同時に「死」という問題と「桜」や「紅葉」の風情に代表される美しい国土に住まいし、平和な家庭生活を人生の定めとしてきた日本人にとって、武道にしても文化にしても芸術にしても、正に現生の住処（すみか）を清めるという問題の熟成期を形成した時期でもあった。
この文化的歴史的背景はまったく世界でも特異な武士道文化や武道文化を生みだし、同時に「立派な死に方」や「人間の内にある不滅の存在」や「人間の弱さ」を見つめる時代であった。
愛する国や平和な家庭生活に別れを告げる「死」――この問題に繊細に触れて日本人の緻密な美学や芸術が育まれた。「茶道」や「能」が確実に武人の教養として深く愛されたが、とりわけ武人は無を求めて「静坐」を深く好んだ。
サムライは、肝、胆力を鍛えて生きるすべをいつも維持しようとした。「静坐」は物に驚かない「氣力」を生むことであり、これが「氣沈丹田」という法則であった。
織田信長の「天下布武」の時代を抜けて江戸から明治の時代まで「静坐」を愛する日本人の伝統文化や武士道は維持されたが、明治の時代の文明の流入期にはそれらが「静坐法（出羽重遠＝第一艦隊司令長官海軍少将）」や幾つかの特異な健康法などに形をかえて工夫され残された。
このような日本人の坐法は、座禅や胡坐、正坐や公家の礼法の楽坐等のなかで練られたが、同時に武家の礼法も生みだし、そして確実に武道と一体となって武士道文化を育んだ。これらは世界的に眺めてみても非常にほこることのできる崇高な文化であった。誠実で平和な家庭生活を人生の定めとしてきた日本人の姿勢として、この文化は今日まで残ってきている。このような文化は子供たちの輝く眼を育てるのに非常に有効である。
開祖の長尾豊喜の母校は校長の松尾春雄が塚本虎二の弟子でクリスチャンであったため、多く内村鑑三の影響を受けている。そのため、世界的に読まれた『武士道』と『代表的日本人』は、この創始者に大きな影響を与えたとされる。アルベルト・シュヴァイツァー博士を深く敬愛し、その文化哲学である生命の畏敬を信奉すると自ら語っている。『武士道』に書かれた内容は内神道の武道原理の確立に大きな影響を与えたとみられる。またこの開祖は沢庵禅師の武道書『不動智神妙録』と『太阿記』を研究したと述懐している。これらのことから、禅文化や静坐をよく研究したのちに、日本国の武道の伝統に深く着目してこの武道門が確立しているとみられる。この視点から、この武門の特異点や特色をみつめることができる。

## 内神道が内包する文化連鎖について
能の哲学は「玄」と「妙」である。奈良時代以前から文化構築のはじまった能は、「死」をみつめた日本国の武士道に貢献した（『能・狂言』；岩波書店）。能の起源を専門的に探ると「老子経」とともにあった文化である色彩が強い。能楽の集大成者であった観阿弥と世阿弥は時宗系の法名をもっているが、その極楽往生の祈願の発祥は老子経の「無為」と「自然」に代表される中国古代人の実践に集中する民族の特性から流れてきた（この論の結論として「禅と浄土とが、いかに中国的仏教であるかは、何よりも歴史がそれを証明している」＝『老子荘子』小川環樹編集；中央公論）。世阿弥(1363-1443）が『風姿花伝』で「初心忘るべからず」といっているのは眞言密教の「発心即到」(発心すれば即ちいたる)から学んだ、さとりの心得から出ているのはいうまでもないとされているが(宮坂宥勝；『密教世界の構造』)、この考えとても華厳経から老子経を通して誕生した禅思考からの発言でもあった(空海著;『「般若心経秘鍵」解説』)。果たして、静坐の文化は禅哲学とともに「理事不二」など、きわめて深い武道魂の育成に貢献してきた。禅もまた、老子経から発展してきた本来は生粋の古代中国文化であった（『禅の思想辞典』；東京書籍）。
こうして、古代老子経が静けさや柔和さを日本人に植え付ける原点を為した。仏法や能など、その文化連鎖と、それらの心が独自に発展して自然や静寂を愛する日本人の独自の武道心を産み出し続けた。一方で、中国の本流の楊式太極拳の武技は、大陸の磁場で「術」として精密に整い続けた。
「法」と「道」を独自に完成してきた武道と武士道の国である日本国で、現代の中国の今の技ではなく、その以前の時代の伝統技が「術」として発掘されたときに、古代中国の「本流の楊式太極拳（老子経母体の武道）」が、長い年月を超えて、大陸編成と日本編成を照らしたとする。それらが合流の時を得たというのが「内神道」武道の誕生の本質とみられる（『多聞内神道奥義』；多聞内神道出版）。
日本国では、仏法、能、茶道、剣道、武家の書法、柔和の道、静坐の文化等が「氣沈丹田」「動中求静」等の奥義とともに、奈良時代以前から発して現代に活き続けてきた。その大本の一つとなったのが古代中国の老子経の「玄」と「妙」という自然哲学であることを歴史が伝える。その素朴で深い心が、最も日本人が愛し続けてきた「静寂」の追及を育み、「静かで平和」な家庭生活の確立を目指した。内神道が「文化連鎖」を内包して進んできているというのは以上のような歴史的文化的考察の上に立っているからとみられる（『警備保障新聞縮刷版』・『藝文』ほか）。　

## 関連書籍、文献ほか
- 『老子の武道』長尾豊喜著；星雲社、2009年、 ISBN 978-4434132926
- 『本流の楊式太極拳入門』長尾豊喜著；星雲社、2014年、 ISBN 978-4434194030
- 『武士道』新渡戸稲造著、矢内原忠雄訳；岩波文庫、1938年、 ISBN 4003311817
- 『老子経真論』長尾豊喜著；星雲社、2007年、 ISBN 978-4434100635
- 『老子荘子』小川環樹編集；中央公論社、1978年、 NCID BN01322347
- 『藝文』公益財団法人常陽藝文センター刊[要文献特定詳細情報]
- 『楊式太極拳』（自然からの静かなるやわらかき力）長尾豊喜著；星雲社、2008年、 ISBN 978-4434111679
- 『能・狂言』；岩波書店、1992年、 ISBN 4000102982
- 『禅の思想辞典』；東京書籍、2008年、 ISBN 978-4487733347
- 『密教世界の構造』(空海著『秘蔵宝鑰』)；筑摩書房、1982年、 ISBN 4480012745
- 『「般若心経秘鍵」解説』空海著、長尾豊喜解説；星雲社、2011年、 ISBN 978-4434164859
- 『癌治に向きあう最前線』長尾豊喜著；多聞内神道出版。ISBN 4900421030
- 『トレーニング生理学』芳賀脩光・大野秀樹編；杏林書院、2003年、 ISBN 4764410524
- 『大乗仏典入門』勝又俊教・古田紹欽編；大蔵出版、1999年、 ISBN 978-4804330495
- 『八宗綱要』鎌田茂雄全注釈・凝然大徳著；講談社、1981年、 ISBN 406158555X
- 『仏教語大辞典』中村元著；東京書籍、1981年。全国書誌番号:81029935、NCID BN01205605。
- 『私の考える伝統医学』戸ケ崎正男著；和ら会
- 『脳を鍛えるには運動しかない』ジョンJ・レイティ著；NHK出版、2009年、 ISBN 4140813539
- 『立禅教材』社団法人太極拳長江会教材（平成14年版）；太極拳長江会編
- 『藝道新風』発行人長尾豊喜；発行所；世界武道文化法人内神道、2013年、 ISBN 978-4434184185